# Deutsche Poolbillard-Meisterschaft 1992 (Senioren)
Die Deutsche Poolbillard-Meisterschaft 1992 war die achte Austragung zur Ermittlung der nationalen Meistertitel der Senioren in der Billardvariante Poolbillard. Sie wurde in Oberhausen ausgetragen.
Es wurden die Deutschen Meister in den Disziplinen 14/1 endlos, 8-Ball, 9-Ball und 8-Ball-Pokal ermittelt.

## Medaillengewinner
| Disziplin    | Gold                       | Silber                       | Bronze                    | 4. Platz                        |
| ------------ | -------------------------- | ---------------------------- | ------------------------- | ------------------------------- |
| 14/1 endlos  | Rainer Wolf (PC Mörfelden) | Klaus Wilms (Hemer)          | Pietro Fontana (Bensberg) | Carmelo Origlio (Dortmund)      |
| 8-Ball       | Klaus Wilms (Hemer)        | Pietro Fontana (Bensberg)    | Fritz Lips (BC Alsdorf)   | Heinz Trimborn (1. BC Wiesloch) |
| 9-Ball       | Rainer Wolf (PC Mörfelden) | Klaus Wilms (Hemer)          | Matheo Sergio (Friedberg) | Wolfgang Skoecz (Brambauer)     |
| 8-Ball-Pokal | Werner Scheulen (Aachen)   | Hans Stahl (Mönchengladbach) | Fritz Lips (BC Alsdorf)   | Gerd Karsiers (Dortmund)        |